# Stromatium alienum
Stromatium alienum là một loài bọ cánh cứng trong họ Cerambycidae.